# Вінаго сумбійський
Віна́го сумбійський (Treron teysmannii) — вид голубоподібних птахів родини голубових (Columbidae). Ендемік Індонезії. Вид названий на честь голландського ботаніка Йоганнеса Еліаса Тейсманна.

## Опис
Довжина птаха становить 29 см. Довжина хвоста становить 7,9-9,4 см, довжина дзьоба 16-17 мм. У самців лоб і обличчя світло-зелені, тім'я і потилиця темні, оливково-сірі. Верхня частина спини темно-оливково-зелена. решта спини тьмяно-рудувато-коричнева. Покривні пера крил оливково-зелені, оливкові або чорні з жовтими краями. Махові пера чорні з вузькими жовтими або білими краями. Надхвістя і верхні покривні пера хвоста яскраво-зелотисто-зелені, центральні стернові пера тьмяно-оливково-зелені, крайні стернові пера сірі, на хвості чорнувата смуга. Підборіддя і горло яскраво-зеленувато-жовті, скроні, шия і груди темно-оливково-зелені. Живіт більш світлий, жовтуватий. Гузка кремово-біла. Навколо очей кільця голої зеленувато-жовтої шкіри. Дзьоб зеленувато-сірий, ні кінці жовтуватий або зеленуватий, восковиця покрита пір'ям. Лапи темно-червоні. У самиць руда пляма на спині відсутня. Покривні пера крил мають світлі, жовтуваті або білі края. 

## Поширення і екологія
Сумбійські вінаго є ендеміками острова Сумба. Вони живуть у вологих рівнинних тропічних лісах, на висоті до 800 м над рівнем моря. Ведуть деревний спосіб життя. Живляться плодами.

## Збереження
МСОП класифікує стан збереження цього виду як близький до загрозливого. За оцінками дослідників, популяція сумбійських вінаго становить 14 тисяч птахів. Їм загрожує знищення природного середовища.